# Allison Pastor
Allison Milagros Pastor Romero (Lima, 18 de noviembre de 1995) es una modelo, personalidad de televisión y empresaria peruana. Ganó reconocimiento por haber participado en los realitys show de la televisión peruana durante los años 2010 y 2020, además de sus breves apariciones en teleseries.

## Biografía
Nació el 18 de noviembre de 1995 en Lima; bajo el nombre completo de Allison Milagros Pastor Romero. Durante sus primeros años, se desempeñó como karateca, en el cual llegó a obtener el cinturón negro. Al cumplir la mayoría de edad, Pastor comenzó su carrera como modelo y anfitriona de eventos en los años 2010.
A partir de 2016, inicia su etapa en la televisión peruana, participando como cameo en la teleserie Al fondo hay sitio de América Televisión, interpretando a una de las chicas que realizaba masajes en una discoteca. Durante esa época, contraería una relación sentimental con el actor y cantante Erick Elera, con quién se casaría en el año 2019, y tuvo un hijo de su matrimonio, Lucas Elera.
En enero de 2017, ingresa al elenco principal del reality show peruano Combate del canal ATV, asumiendo el rol de competidora, permaneciendo hasta su renuncia en mayo de ese año, producto de su embarazo. Tras el nacimiento de su hijo, fue parte de la teleserie De vuelta al barrio, teniendo un rol menor en 2019. Adicionalmente, participó en los programas del canal América Televisión, En boca de todos y América hoy, como invitada ocasional durante inicios de los 2020.
En el ámbito empresarial, Pastor se dedica al rubro de la belleza como fundadora de la marca de cejas y delineado de uñas Chic Lady. En el año 2020, lanza su línea de ropa femenina AP, durante la pandemia de COVID-19.
En el año 2021, renovó su contrato exclusivo con América Televisión, siendo anunciada como participante de la edición Reinas del show, variante del programa de baile El gran show. Sin embargo, debido a sus problemas internos con Gisela Valcárcel, renuncia a la competencia por motivo del favoritismo de la presentadora hacia la modelo y actriz venezolana Korina Rivadeneira. En ese mismo año, se suma al elenco central del otro formato del mismo canal Esto es guerra, retomando el rol de competidora, permaneciendo por dos temporadas consecutivas hasta su retiro en el año 2022, y vuelve esporádicamente al programa para los años 2023 y 2024.
En el año 2022, presta su presencia para la secuencia Esto es bacán del programa televisivo Sorpréndente de Willax Televisión, para fines benéficos.
En el año 2025, se acreditó dentro del reparto de participantes del programa culinario El gran chef famosos de Latina Televisión, en dupla con su hijo Lucas Elera.

## Televisión
- Al fondo hay sitio (América Televisión; 2016), Masajista de la discoteca (reparto recurrente).
- Combate (ATV; 2017), competidora.
- De vuelta al barrio (América Televisión; 2019), Penélope Ortega (reparto recurrente).
- Mi mamá cocina mejor que la tuya (América Televisión, 2019-2021), participante invitada.
- En boca de todos (América Televisión; 2019-2021), invitada ocasional.[14][15][16]
- Reinas del show (América Televisión; 2021), participante.
- América hoy (América Televisión; 2021), invitada ocasional.[17]
- Esto es guerra (América Televisión; 2021-2022, 2023-2024), competidora.
- Sorpréndete (Willax Televisión; 2023), participante de la secuencia Esto es bacán.
- El gran chef famosos (Latina Televisión; 2025), participante.